# 霍维纳赫德格利
霍维纳赫德格利（Hoovina Hadagalli）是印度卡纳塔克邦Vijayanagara县的一个城镇。总人口23404（2001年）。

## 人口
该地2001年总人口23404人，其中男性11881人，女性11523人；0—6岁人口3160人，其中男1556人，女1604人；识字率59.81%，其中男性为66.80%，女性为52.60%。